# Cesonio Basso
Cesonio Basso (latino: Caesonius Bassus; fl. 317) è stato un politico romano di età imperiale.

## Biografia
Probabilmente figlio di Lucio Cesonio Ovinio Manlio Rufiniano Basso, Cesonio Basso ricoprì la carica di console nel 317, assieme ad Ovinio Gallicano: sebbene le fonti egiziane li diano in carica già dall'8 gennaio, vennero riconosciuti in Occidente solo a partire dal 17 febbraio.